# نادي كراسني كريليا لكرة السلة
نادي كراسني كريليا لكرة السلة (بالروسية: Красные Крылья) كان فريق كرة سلة روسي للمحترفين تأسس في سنة 2009. آخر من دربه هو سيرجي بازاريفيتش. لعب في دوري السوبر الروسي لكرة السلة. تم حل النادي في 2015.

## أبرز اللاعبين
من أبرز اللاعبين الذين لعبوا معه:
- جيرالد جرين
- تري سيمونز
- بريون راش

## وصلات خارجية
- الموقع الرسمي

قالب:دوري اتحاد في تي بي